# 井伊直恒
井伊 直恒（いい なおつね）は、近江彦根藩の第7代藩主。

## 家系
第5代藩主井伊直興の十男。母は大橋氏。第6代藩主井伊直通の異母弟。井伊直矩・直惟・直定の兄。

## 生涯
元禄6年（1693年）3月16日、江戸にて生まれる。宝永7年（1710年）3月に兄の直通が直恒を跡継ぎとするよう定めて同年7月26日に死去したため、同年8月12日に養子となり家督を継いだ。ところが間もなく直恒も病気に倒れ、同年10月5日に江戸藩邸にて18歳で死去した。藩主として50日弱の在職であり、一度も彦根城を見ることがなかった。
慌てた井伊家と幕府は、療養のため隠居していた父の直興（覚翁）を還俗させ、直該と改名させて幕政・藩政に再度当たらせることとした。

## 経歴
※日付＝旧暦
- 1693年（元禄6年）3月16日、生まれる。
- 1710年（宝永7年）
  - 8月12日、家督相続し、藩主となる。
  - 10月5日、卒去（享年18）。

## 系譜
- 父：井伊直興
- 母：大橋氏
- 養父：井伊直通